# 奇爾沙治級戰艦
奇爾沙治級戰艦是美國海軍第二批建造的前無畏艦，以海岸防衛為主要目標。雖然海軍於設計奇爾沙治級時，已得悉印第安納級戰艦的設計有所缺陷，但礙於實際經驗不足，且負責造船的造船及維修署（Bureau of Construction and Repair）與武備署（Bureau of Ordnance）又在設計上有重大分歧，故新艦設計仍處於摸索階段。在武備署及馬漢的「混合炮」思想影響下，奇爾沙治級雖然只有兩座主炮炮座，但每個炮座均有兩層火炮：底部為一門13吋雙聯裝艦炮，而疊於其上的則是一門8吋雙聯裝艦炮。設計官署同時嘗試改善艦體的防禦裝甲效率，不過海軍內部對新艦設計一直有極大爭議。
當本級兩艘軍艦奇爾沙治號及肯塔基號在1896年動工不久，海軍新成立的戰艦設計委員會否決了海岸防衛戰艦的構想，要求設計可遠離補給站行動的新式戰艦；而美國國會亦在同年通過伊利諾級戰艦的建造。兩艦建造期間又適逢美西戰爭，海軍戰艦的新設計方案接踵而來。故此，當兩艘奇爾沙治級艦在1900年建成服役時，其性能已經過時，並要在日後進行多次現代化改建。
兩艦僅肯塔基號有參與美國大白艦隊（Great White Fleet）的環球航行，而第一次世界大戰時兩艦則留在近岸，用作訓練艦。戰後肯塔基號在1924年出售拆解，而奇爾沙治號則改裝為海軍起重船，並在第二次世界大戰時協助維修及裝設多艘美軍軍艦，直到1955年才除藉出售拆解。